# The Diamond from the Sky
The Diamond from the Sky è un serial in trenta episodi del 1915, diretto da Jacques Jaccard e William Desmond Taylor e interpretato da Lottie Pickford e William Russell.
Girato in California a Santa Barbara, il serial è uscito nelle sale il 3 maggio 1915. Non si conoscono copie ancora esistenti della pellicola che viene considerata presumibilmente perduta.

## Trama
Nel corso della storia, viene narrata la faida che divide il Colonnello Arthur Stanley dal giudice Lamar Stanley, due aristocratici della Virginia che discendono entrambi da Lord Arthur Stanley e degli sviluppi che nascono dalla sostituzione in culla della figlia di Arthur con il bambino di una gitana.

## Produzione
Il film fu girato in California, a Santa Barbara, prodotto dall'American Film Manufacturing Company.

## Distribuzione
Distribuito dalla Mutual Film e dal North American Film, il serial uscì nelle sale il 3 maggio 1915.

### Date di uscita
IMDb
- USA	3 maggio 1915
- USA	10 maggio 1915	 (episodio 2)
- USA	17 maggio 1915	 (episodio 3)
- USA	24 maggio 1915	 (episodio 4)
- USA	31 maggio 1915	 (episodio 5)
- USA	7 giugno 1915	 (episodio 6)
- USA	14 giugno 1915	 (episodio 7)
- USA	21 giugno 1915	 (episodio 8)
- USA	28 giugno 1915	 (episodio 9)
- USA	5 luglio 1915	 (episodio 10)
- USA	12 luglio 1915	 (episodio 11)
- USA	19 luglio 1915	 (episodio 12)
- USA	26 luglio 1915	 (episode 13)
- USA	2 agosto 1915	 (episode 14)
- USA	9 agosto 1915	 (episode 15)
- USA	16 agosto 1915	 (episode 16)
- USA	23 agosto 1915	 (episode 17)
- USA	30 agosto 1915	 (episode 18)
- USA	6 settembre 1915	 (episode 19)
- USA	13 settembre 1915	 (episode 20)
- USA	20 settembre 1915	 (episode 21)
- USA	27 settembre 1915	 (episode 22)
- USA	4 ottobre 1915	 (episode 23)
- USA	11 ottobre 1915	 (episode 24)
- USA	18 ottobre 1915	 (episode 25)
- USA	25 ottobre 1915	 (episode 26)
- USA	1º novembre 1915	 (episode 27)
- USA	8 novembre 1915	 (episode 28)
- USA	15 novembre 1915	 (episode 29)
- USA	22 novembre 1915	 (episode 30)

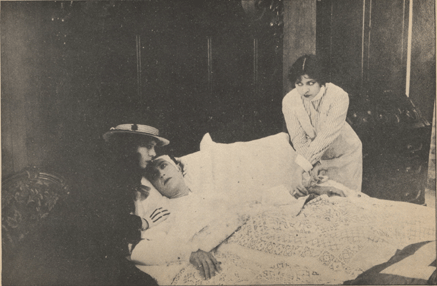
Lottie Pickford, William Russell e Charlotte Burton

- Portogallo	27 gennaio 1922

Alias
- O Outro Diamante 	Portogallo